# The Shadows
The Shadows sono stati un quartetto rock inglese nato come band di accompagnamento di Cliff Richard.

## Storia
Si fa risalire la storia del gruppo ai Drifters, un trio formatosi nel 1958 a Cheshunt, nell'Hertfordshire, e composto dai chitarristi Harry Webb e Norman Mitham e dal batterista Terry Smart. Con il loro repertorio, che si rifaceva al rock and roll britannico di matrice americana, divennero assai popolari subito dopo il loro esordio nel 2I's, un locale di Londra, dove in seguito conobbero il chitarrista Ian Samwell, che completò la formazione, e John Foster, che divenne il loro manager e li indusse a cambiare nome. Harry Webb si rinominò Cliff Richard e il gruppo venne così ribattezzato “Cliff Richard & the Drifters”, mantenendo ancora il nome dell'omonimo gruppo americano. Divenuto un quintetto con l'aggiunta di Ken Pavey, un terzo chitarrista, incise il demo Breathless, e il mese successivo per la produzione di Move It arruolò Ernie Shaw, un altro chitarrista, e Frank Clarke al basso, sfondando nel mercato con il nuovo singolo.
Nel settembre 1958 la formazione cambiò, data l'uscita di Mitham e Pavey sostituiti da Hank Marvin e Bruce Welch, e dette una serie di concerti nei quali Richard accantonò la chitarra trasformandosi in vocalist di rock and roll. Più tardi la chitarra di Sandwell venne sostituita dal basso virtuoso e innovativo di Jet Harris e con quella formazione, fra il dicembre del 1958 e il gennaio dell'anno successivo, piazzarono due successi nelle classifiche di vendita, seguiti da un album in cui il batterista Tony Meehan aveva avvicendato Terry Smart. La nuova formazione si rinominò The Shadows e dominò la scena musicale inglese per i successivi quattro anni, ponendosi come precursore rispetto ai Beatles.
Dopo un singolo passato sotto silenzio, Saturday Dance, gli Shadows raggiunsero una grande popolarità nel 1960 con la pubblicazione di Apache, a cui seguirono Man of Mystery, F.B.I., The Frightened City, Wonderful Land e Kon Tiki, anche questi di grande successo, che si misurò non solo nelle vendite e nella popolarità acquisita ma anche nella suggestione del nome – gli americani Shadows of Knight originariamente Shadows, e il gruppo di rock progressivo italiano de Le Orme che doveva inizialmente chiamarsi "Le Ombre" come omaggio proprio agli Shadows, nome poi scartato –  e soprattutto per l'influenza che ebbe il loro stile sui gruppi contemporanei, fra di essi i Remo Four e i Beatles. Questi ultimi dedicarono loro un tributo componendo ed eseguendo ad Amburgo il brano strumentale Cry for a Shadow, e durante un'esibizione degli Shadows a Liverpool il manager dei Beatles Brian Epstein segnalò al proprio gruppo l'eleganza degli abiti degli Shadows, i loro passi coreografati sul palco e l'inchino al termine del loro concerto.

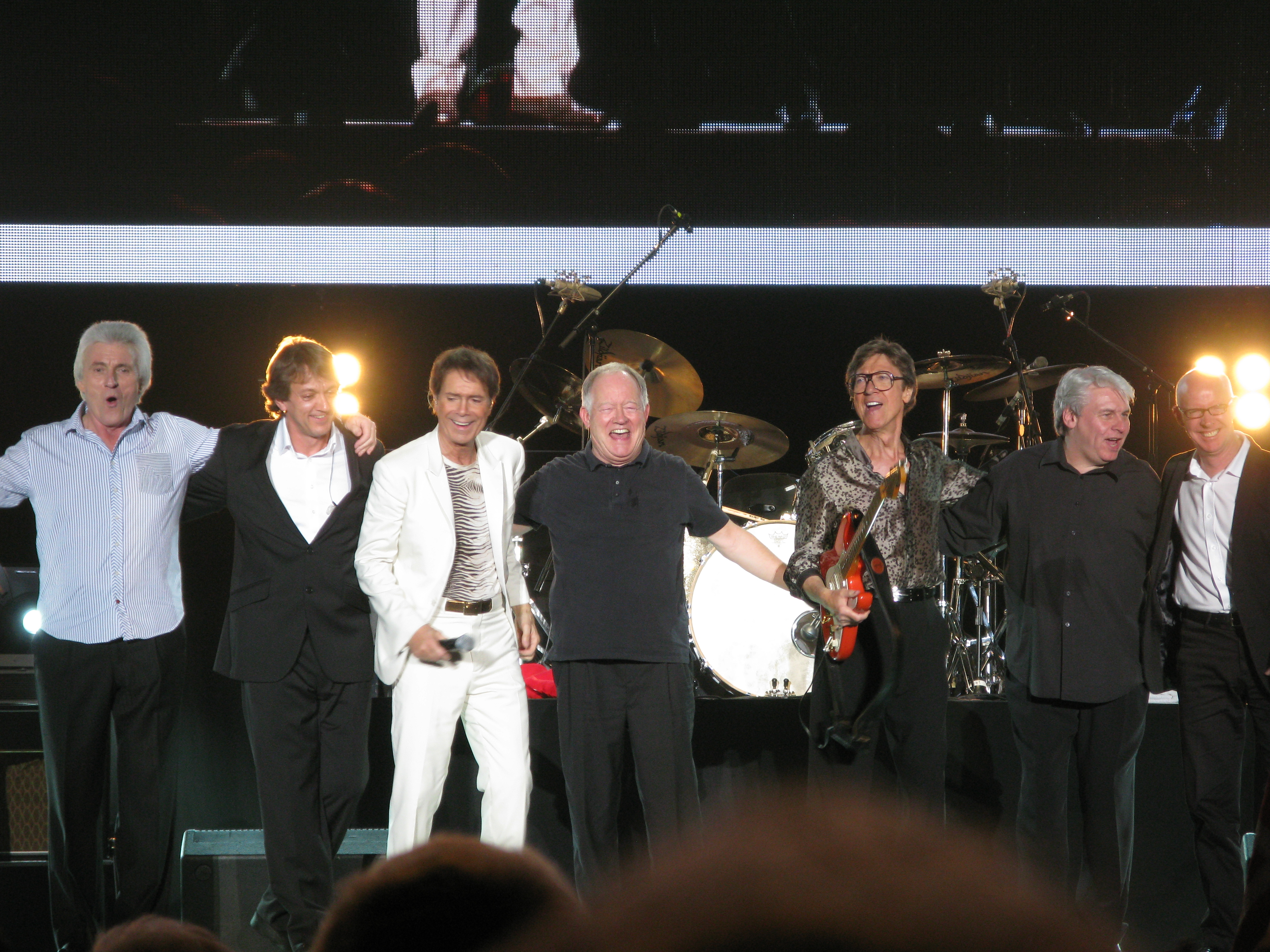
Cliff Richard & The Shadows (2009)

Un'altra sostituzione intervenne nel tardo 1961, con l'uscita di Meehan e il subentro di Brian Bennett, e poco dopo Jet Harris lasciò il gruppo e Brian Locking occupò il posto lasciato vacante. Con questa formazione, gli Shadows toccarono il picco della popolarità inanellando un successo dopo l'altro: The Savage, Guitar Tango, Dance On, Foot Tapper, Atlantis, Shindig e Geronimo, affiancati da quattro LP – The Shadows e Out of the Shadows del 1962, Greatest Hits del 1963, Dance with the Shadows del 1964 – anch'essi di grande successo.
Nel 1964 Locking fu sostituito da John Rostill, e per gli anni a seguire la formazione rimase immutata con Bennett, Marvin, Welch e Rostill. Il 1968 è l'anno in cui il gruppo si sciolse, ed i membri degli Shadows si avviarono verso carriere artistiche diverse fino al 1973, anno della morte di Rostill e che vide il ricongiungimento del gruppo con l'aggiunta di John Farrar. Da allora in poi il complesso scelse di continuare affiancato da bassisti arruolati temporaneamente.
Gli Shadows parteciparono all'Eurovision Song Contest 1975 con il brano Let Me Be the One, che si classificò al secondo posto nella graduatoria finale della manifestazione.
L'attività proseguì per il resto degli anni settanta e ottanta. Inattiva per il decennio seguente, la formazione si riunì nel 2004 per una serie di concerti d'addio che si protrasse nell'anno successivo.

## Discografia

### Album studio e raccolte
- 1961 The Shadows (UK n° 1)
- 1962 Out of The Shadows (UK n° 1)
- 1963 Greatest Hits (UK n° 2) [compilation]
- 1964 Dance with The Shadows (UK n° 2)
- 1965 The Sound of The Shadows (UK n° 4)
- 1965 More Hits! [compilation]
- 1966 Shadow Music (UK n° 5)
- 1967 Jigsaw (UK n° 8)
- 1967 From Hank, Bruce, Brian and John
- 1968 Established 1958 [con Cliff Richard]
- 1970 Shades of Rock (UK n° 30)
- 1973 Rockin' with Curly Leads (UK n° 45)
- 1975 Specs Appeal (UK n° 30)
- 1975 Live at the Paris Olympia
- 1977 Tasty
- 1977 20 Golden Greats (UK n° 1) [compilation]
- 1979 String of Hits (UK n° 1)
- 1980 Another String of Hot Hits (UK n° 16) [compilation]
- 1980 Change of Address (UK n° 17)
- 1981 Hits Right Up Your Street (UK n° 15)
- 1982 Life in the Jungle/Live at Abbey Road (UK n° 24)
- 1983 XXV (UK n° 34)
- 1984 Guardian Angel (UK n° 98)
- 1986 Moonlight Shadows (UK n° 6)
- 1987 Simply Shadows (UK n° 7)
- 1989 Steppin' to The Shadows (UK n° 8)
- 1989 At Their Very Best (UK n° 12)
- 1990 Reflection (UK n° 5)
- 1993 Shadows in the Night - 16 Classic Tracks (UK n° 22)  [compilation]
- 1994 The Best of Hank Marvin and The Shadows (UK n° 19)  [compilation]
- 1997 The Shadows Play Andrew Lloyd Webber and Tim Rice (UK n° 41)
- 1997 The Very Best of The Shadows - The First 40 Years (UK n° 56) [compilation]
- 1998 50 Golden Greats (UK n° 35) [compilation]
- 2004 Life Story (UK n° 7)  [compilation]
- 2004 The Final Tour

### Singoli
- 1959 - Feelin' Fine (as The Drifters) Did Not Chart
- 1959 - Jet Black (as The Drifters) Did Not Chart
- 1959 - Saturday Dance Did Not Chart
- 1960 - Apache (n° 1)
- 1960 - Man of Mystery (n° 5)
- 1961 - F.B.I. (n° 6)
- 1961 - The Frightened City (n° 3)
- 1961 - Kon-Tiki (n° 1)
- 1961 - The Savage (n° 9)
- 1962 - Wonderful Land (n° 1)
- 1962 - Guitar Tango (n° 4)
- 1962 - Dance On! (n° 1)
- 1963 - Foot Tapper (n° 1)
- 1963 - Atlantis (n° 2)
- 1963 - Shindig (n° 6)
- 1963 - Geronimo (n° 10)
- 1964 - Theme for Young Lovers (n° 12)
- 1964 - The Rise and Fall of Flingel Bunt (n° 5)
- 1964 - Rhythm and Greens (n° 22)
- 1964 - Genie with the Light Brown Lamp (n°17)
- 1965 - Mary Anne (n°17)
- 1965 - Stingray (n° 19)
- 1965 - Don't Make My Baby Blue (n° 9)
- 1965 - The War Lord (n° 18)
- 1966 - I Met a Girl (n° 22)
- 1966 - A Place in the Sun (n° 24)
- 1966 - The Dreams I Dream (n° 12, official Melody Maker chart position)
- 1967 - Maroc 7(n° 24)
- 1967 - Tomorrow's Cancelled  - Columbia DB8264
- 1975 - Let Me Be the One (n° 12)
- 1978 - Love Deluxe Did Not Chart - EMI2838
- 1978 - Don't Cry for Me Argentina (n° 5)
- 1979 - Theme from the Deer Hunter (n° 5)
- 1980 - Riders in the Sky (n° 10)
- 1980 - Equinoxe Part V(n° 50)
- 1981 - The Third Man (n° 43)

### Album pubblicati in Italia
- 1962 - Meeting with The Shadows[3]
- 1964 - The Fantastic Shadows
- 1964 - Round and Round with The Shadows
- 1965 - Hallo Shadows